# Volcan Domuyo
Le Domuyo est un stratovolcan appartenant à la Cordillera del Viento, dans le nord de la province argentine de Neuquén, en Patagonie. Il atteint une altitude de 4 702 mètres et est de ce fait la plus haute montagne de Patagonie.
Son nom, d'origine mapuche signifie « Qui tremble et résonne », nom probablement dû à son activité géothermale. Il est également appelé El Techo de la Patagonia c’est-à-dire « Le toit de la Patagonie »[réf. nécessaire].
On trouve sur ses flancs une grande quantité de solfatares, de sources d'eau chaude et de geysers.
Pour y arriver, il faut prendre la route RN 40, depuis Chos Malal, puis la route provinciale no 43.